# یک تا چهار در آتلانتا
«یک تا چهار در آتلانتا» (انگلیسی: 4 to 1 in Atlanta) نام یک تک‌آهنگ اثر بیل کنر و راسل براون، است که توسط هنرمند موسیقی آمریکایی به نام ترسی بیرد سروده شده است.